# Niekazanice-Kałduny

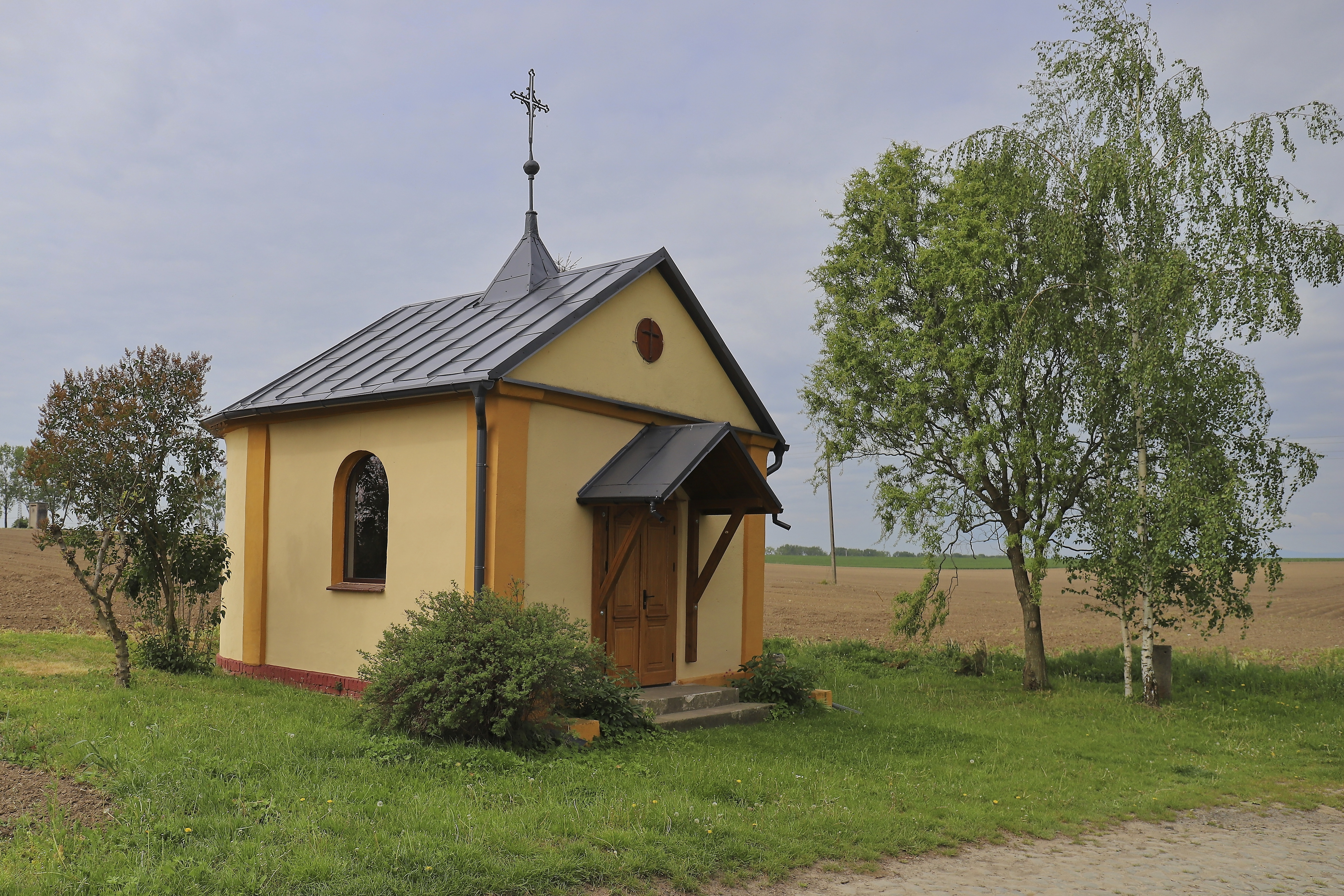
Kapelle in Niekazanice-Kałduny

Niekazanice-Kałduny (deutsch Kaldaun, auch Galdaun, tschechisch Kaldouny) ist  ein Ortsteil des Dorfes Niekazanice in der Landgemeinde Branice im Powiat Głubczycki der Woiwodschaft Opole (Oppeln) in Polen.

## Geographie
Niekazanice-Kałduny liegt zwei Kilometer westlich von Niekazanice, drei Kilometer östlich von Branice, 20 Kilometer südlich von Głubczyce (Leobschütz) und 83 Kilometer südlich von Opole (Oppeln) in der Nizina Śląska (Schlesische Tiefebene). Südlich des Dorfes verläuft die Droga wojewódzka 419.
Nachbarorte von Niekazanice-Kałduny sind im Westen Branice (Branitz), im Norden Wódka (Hochkretscham) und im Osten Niekazanice (Osterwitz).

## Geschichte
Der Ortsname leitet sich vermutlich vom slawischen Begriff „Kalduni“ (Eingeweide) ab.
Nach dem Ersten Schlesischen Krieg 1742 fiel Kaldaun mit dem größten Teil Schlesiens an Preußen.
Ab 1816 gehörte die Landgemeinde Kaldaun zum Landkreis Leobschütz, mit dem es bis 1945 verbunden blieb. 1845 bestanden im Dorf ein Vorwerk, eine Brennerei und 26 Häuser. Die Einwohnerzahl lag bei 173, davon einer evangelisch. 1861 zählte Kaldaun 10 Gärtner- und 11 Häuslerstellen. 1874 wurde der Amtsbezirk Kaldaun gebildet, dem die Landgemeinden Hochkretscham, Kaldaun und Osterwitz und der Gutsbezirk Kaldaun eingegliedert wurde.
Bei der Volksabstimmung in Oberschlesien am 20. März 1921 stimmten in Kaldaun 101 Personen für einen Verbleib bei Deutschland und 1 für Polen. Kaldau verblieb wie der gesamte Stimmkreis Leobschütz beim Deutschen Reich. 1925 zählte der Ort 134 Einwohner. Am 1. April 1937 wurde Kaldaun nach Osterdorf eingemeindet. 
Als Folge des Zweiten Weltkriegs fiel Kaldaun 1945 mit dem größten Teil Schlesiens an Polen und wurde in Niekazanice-Kałduny umbenannt. Im Juli 1946 wurde die einheimische deutsche Bevölkerung, soweit sie nicht vorher geflohen war, weitgehend vertrieben. Die neu angesiedelten Bewohner waren teilweise Zwangsumgesiedelte aus Ostpolen, das an die Sowjetunion gefallen war.
Von 1945 bis 1950 gehörte Czerwonków zur Woiwodschaft Schlesien. Anschließend wurde es der Woiwodschaft Opole zugeteilt. Seit 1999 gehört es als Ortsteil des Dorfes Niekazanice zum wiederbegründeten Powiat Głubczycki.